# روبن إليس جنكينز
روبن إليس جنكينز (بالإنجليزية: Reuben Ellis Jenkins)‏ هو عسكري أمريكي، ولد في 14 فبراير 1896 في كارترزفيل في الولايات المتحدة، وتوفي في 29 يوليو 1975 في كولومبوس في الولايات المتحدة.